# ماسایا تاشیرو
ماسایا تاشیرو (انگلیسی: Masaya Tashiro؛ زادهٔ ۱ مهٔ ۱۹۹۳) بازیکن فوتبال اهل ژاپن است.